# 約翰·米林頓·辛格
艾德蒙·約翰·米林頓·辛格（英語：Edmund John Millington Synge，1871年4月16日—1909年3月24日），另譯沁孤，是爱尔兰诗人、散文家、民间故事搜集者。他是阿比剧院的创办者之一。其成名作为《西方世界的花花公子》，在阿比劇院首演时甚至引发骚乱。

## 生平

### 早年
他出生於愛爾蘭都柏林郡拉什法恩汉姆的牛頓莊園（Newtown Villas），是一個上中層資產階級家中八個孩子裡的老幺。他的父母信仰新教，其父約翰·哈奇·辛格（John Hatch Synge）是一名專門律師，祖上是威克洛郡的乡绅。約翰·辛格和他的祖父（普利茅斯教友会成員）同名。他的外祖父羅伯特·特雷尔（Robert Traill）是愛爾蘭教會的神職人員，1847年在爱尔兰大饥荒中去世。
其父在1872年（49歲）因感染天花去世，在約翰的第一個生日前夕下葬。辛格的母親將全家搬到娘家所在的都柏林郡拉格（Rathgar）。辛格雖然體弱多病，但仍然在那裡度過了一個快樂的童年。他最喜歡做的事是觀鳥。
他在都柏林和布瑞上過學，後來又在爱尔兰皇家音乐学院學習鋼琴、笛子、小提琴和樂理。1888年，他家搬到金斯頓（今鄧萊里），他則進入都柏林三一學院學習愛爾蘭及希伯來語，次年獲文學學士學位。期間，他仍然維持著音樂上的愛好，曾參演學院交響樂團（Academy Orchestra）的音樂會。1889年至1894年間，他私下師從罗伯特·普雷斯科特·斯图尔特學習音樂。
他曾加入都柏林博物學家田野俱樂部（Dublin Naturalists' Field Club），拜讀過查爾斯·達爾文的文章，因此對宗教產生懷疑，進而開始投身於現實的民族主義事業中。

### 成為作家
畢業後，他決定成為一名職業音樂家，1893年前往德意志帝國治下的科布伦茨學習音樂，1894年1月又轉到维尔茨堡。然而，他經常怯場，對自己的音樂才能也不十分自信，最終決定放棄音樂，轉攻文學。1894年6月，他回到了愛爾蘭。1895年6月，辛格前往巴黎大學學習文學和語言學。
暑假他仍選擇回到都柏林的家中，期間愛上了表親的朋友、普利茅斯教友会信徒彻里·马西森（Cherrie Matheson）。他在1895年和1896年兩度向她求婚，但都被馬西森以宗教觀不同為由拒絕。此事導致辛格餘生都不再想回到愛爾蘭這片傷心地。
1896年，他前往意大利學習語言學，年末結識葉芝。葉芝推薦他在開始創作之前一定要到阿伦群岛生活一段時間。同年，他和葉芝、格雷戈里夫人、喬治·威廉·羅素一起創立了愛爾蘭國家劇院協會（Irish National Theatre Society，即今艾比劇院），開始寫一些文學批評和詩歌。

### 劇作

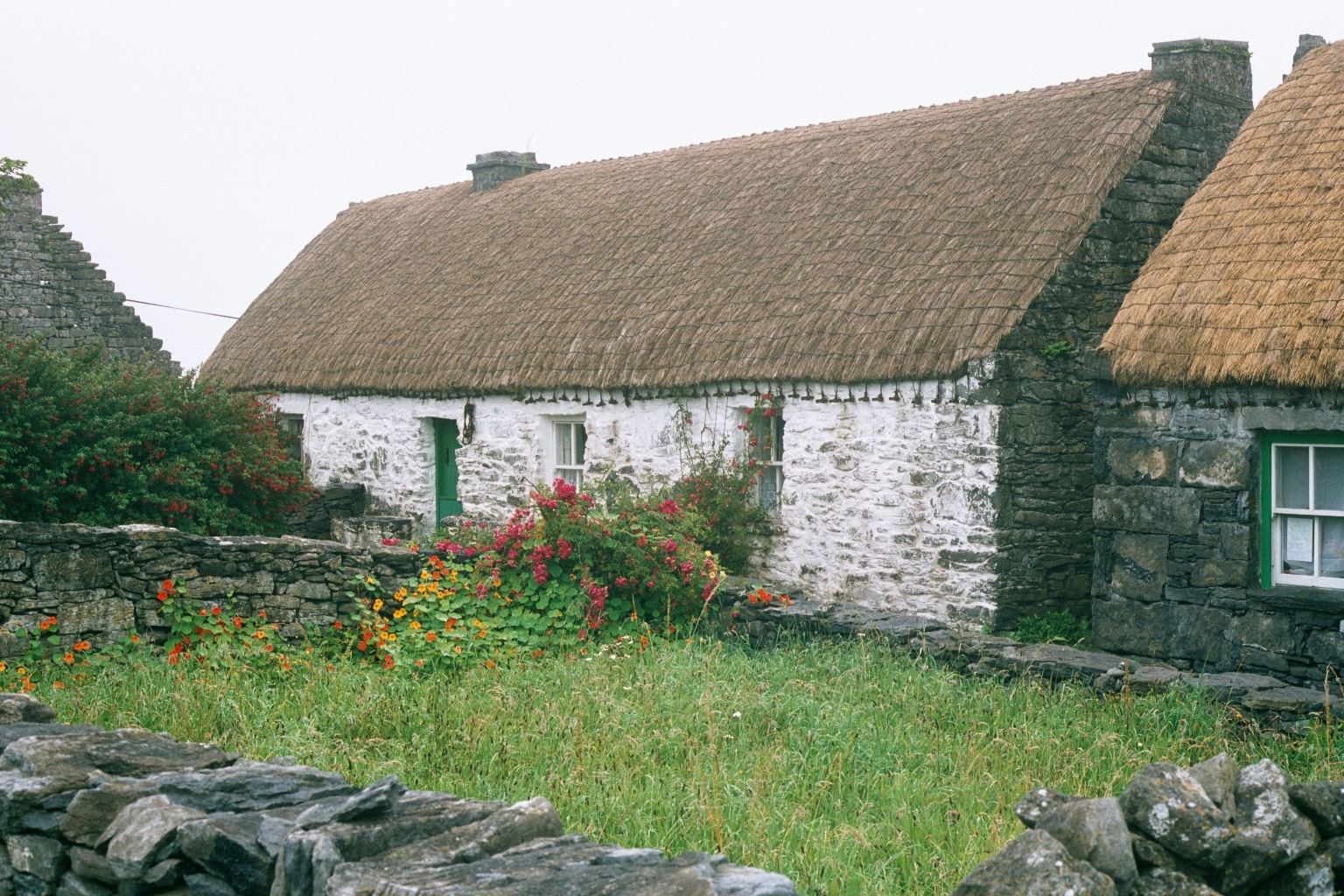
辛格伊尼什曼岛的小屋，現在是辛格紀念博物館

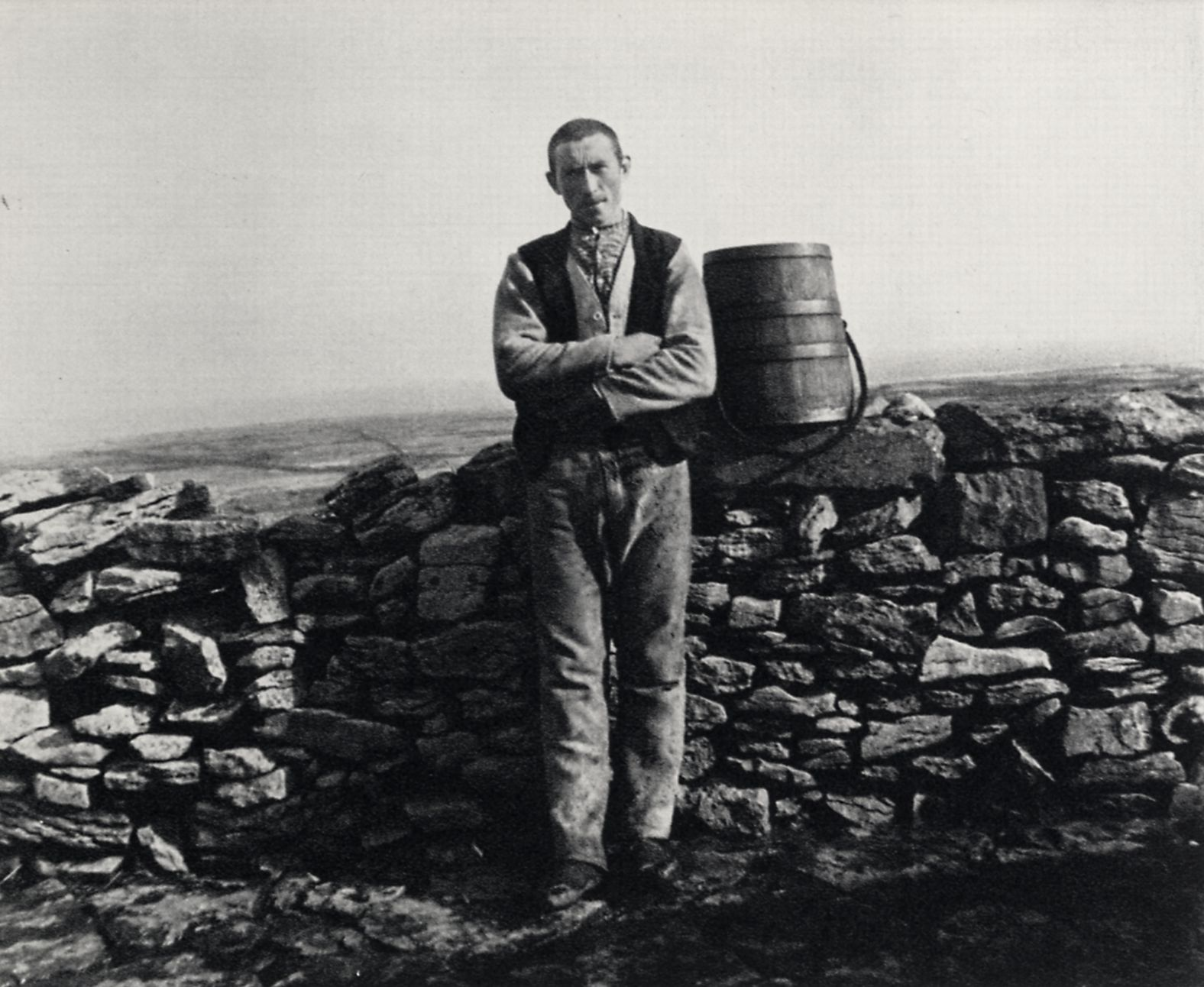
辛格在伊尼什曼岛

1897年，辛格確診淋巴肉芽肿病，做手術除去了脖子上的腫瘤。次年夏，他前往阿倫群島度假，後來又四度到此避暑，並搜集民間傳說、練習愛爾蘭語。其他大部分時間，他待在巴黎。除去阿倫群島，他也常去布列塔尼旅行。這段時期，他完成了他的第一本劇作《月落時》（When the Moon Has Set），1900年寄給格雷戈里夫人。他想要格雷戈里夫人安排這部作品在愛爾蘭文學劇院上演，但遭到格雷戈里夫人拒絕。
辛格將他在阿倫群島的生活記錄下來，1898年在《新愛爾蘭評論》（New Ireland Review）上發表，後來又在1901年寫成《阿倫群島》（The Aran Islands，1907年出版）一書，威廉·巴特勒·葉芝的弟弟杰克·巴特勒·叶芝為他的書繪製了插圖。辛格認為這是他的第一部正經作品。

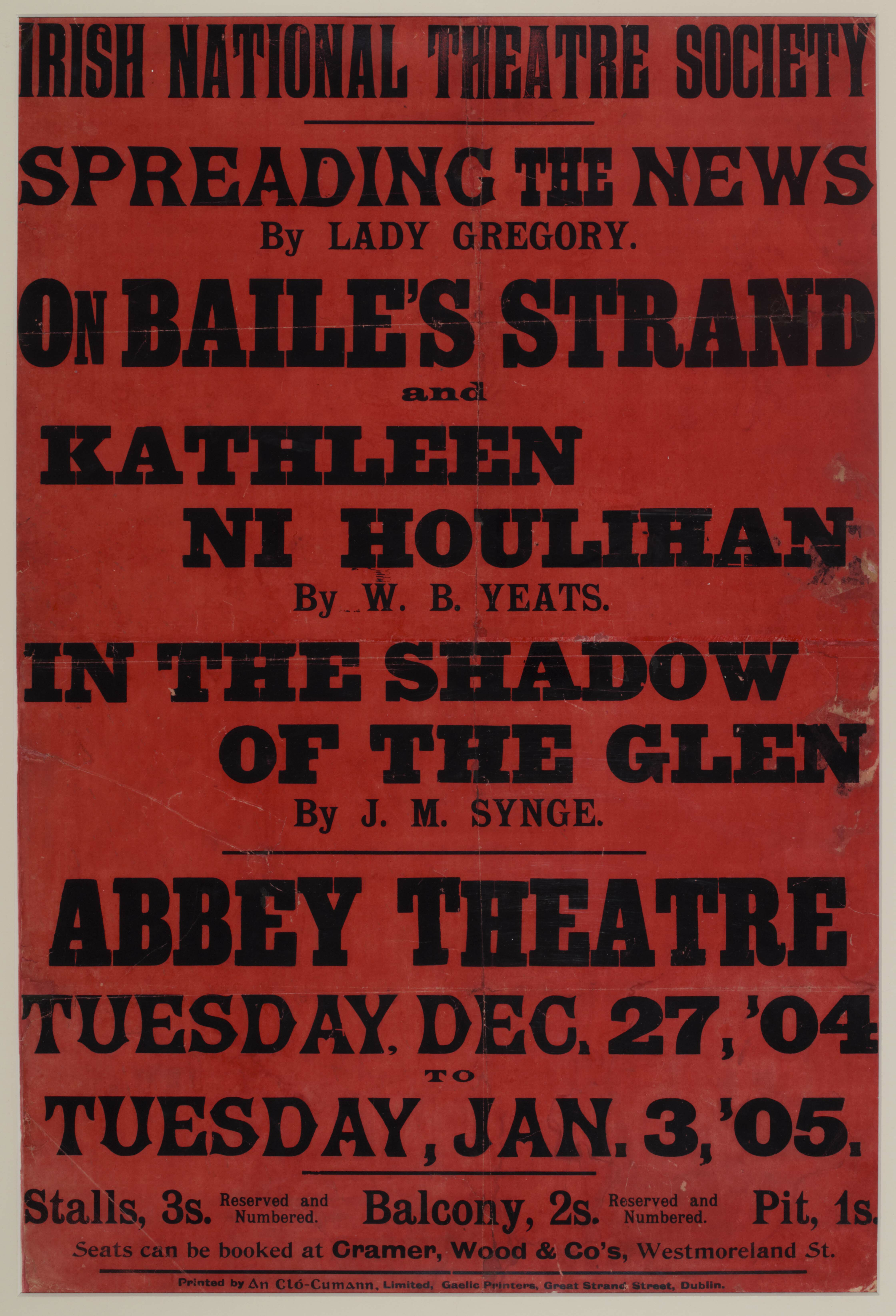
《幽谷暗影》（In the Shadow of the Glen）在艾比劇院上演時的海報

1902年，他據阿倫群島的生活寫下了《騎馬下海的人》和《幽谷暗影》（In the Shadow of the Glen），次年離開巴黎移居倫敦，而《幽谷暗影》也在這一年10月于阿比劇院上演，為劇院的運營提供了初始資金。《騎馬下海的人》則在1904年2月於阿比劇院上演。
1905年，他的作品《圣者之泉》（The Well of the Saints）也在阿比劇院上演，但就像前面兩部作品一樣，《圣者之泉》遭到了民族主義者的抨擊。
他的名作《西方世界的花花公子》（The Playboy of the Western World）於1907年1月26日在阿比劇院上演，再次在愛爾蘭民眾中引起劇烈反應。阿瑟·格里菲斯評價說這部作品是“用前所未見的污言穢語寫成的骯髒而沒人性的故事”。首演時，觀眾反抗情緒激烈，導致《西方世界的花花公子》的第三幕不得不以啞劇的方式演出。
1909年3月24日，年僅37歲的辛格在都柏林去世，葬在都柏林哈羅德十字傑羅姆山公墓。葉芝完成了他的遺作《悲伤女神狄德丽》（Deirdre of the Sorrows），1910年1月13日在阿比劇院上演。

## 外部連結
- 約翰·米林頓·辛格的作品  - 古騰堡計劃
  - In the Shadow of the Glen （页面存档备份，存于）
  - Riders to the Sea （页面存档备份，存于）
  - The Aran Islands （页面存档备份，存于）
  - The Playboy of the Western World （页面存档备份，存于）
  - The Tinker’s Wedding （页面存档备份，存于）
  - In Wicklow and West Kerry （页面存档备份，存于）
  - Deirdre of the Sorrows （页面存档备份，存于）
- 互联网档案馆中約翰·米林頓·辛格的作品或与之相关的作品
- 來自約翰·米林頓·辛格的LibriVox公共領域有聲讀物
- . 英国国家档案馆.
- Complete Works of J. M. Synge （页面存档备份，存于）